# 富士アドシステム
株式会社富士アドシステム（ふじアドシステム、Fuji Ad. Systems Corp.）はかつて存在した日本の広告代理店である。フジサンケイグループと芙蓉グループの共同出資によって運営されていた。
2007年（平成19年）10月1日に、同じくフジサンケイグループの広告代理店であるビッグショット、フジサンケイアドワーク、ティーコムコーポレーションと合併し、クオラスとなり解散。

## 概要
創業のきっかけは、1954年（昭和29年）7月のニッポン放送開局。民放ラジオの黎明期にあたり、広告出稿が期待されたことから取扱広告代理店第1号として設立された。
1962年（昭和37年）に芙蓉グループが資本参加するが、フジサンケイグループと芙蓉グループは旧富士銀行（現・みずほ銀行、みずほコーポレート銀行）などを通して友好関係にあった。
例えば、
- フジテレビのメインバンクは、現在もみずほ銀行である。
- FNSチャリティーキャンペーンにおける募金振込先はみずほ銀行東京中央支店（旧富士銀行本店）である。
- 以前フジテレビでは芙蓉グループ提供の番組「感動エクスプレス」「満足!迷い旅」を放送していた。
- みずほ銀行関連の業務が多く、「みずほ連携室」という専門部署が設置されていた（クオラスとなった現在でも設置されている）。

などである。

## 沿革
- 1954年（昭和29年）6月1日 - 株式会社共栄広告社（きょうえいこくこくしゃ）を設立。
- 1962年（昭和37年）
  - 2月 - 芙蓉開発株式会社の資本参加を取得、同時に社名を株式会社芙蓉エージェンシー（ふようエージェンシー）に変更。
  - 12月 - 社名を株式会社フヨーエージェンシーに変更。
- 1970年（昭和45年）11月 - 社名を株式会社富士アドシステムと改める。
- 1986年（昭和61年）4月 - 芙蓉懇談会に加盟。
- 2007年（平成19年）10月1日 - ビッグショット、フジサンケイアドワーク、ティーコムコーポレーションと合併し、解散。